# عبد القادر عويس
عبد القادر عويس، حكم كرة قدم جزائري دولي سابق.
و قد حكم في كأس الخليج 1976، وقد أدار مباراة منتخب العراق لكرة القدم ومنتخب الإمارات لكرة القدم في 6 ابريل 1976، وقد حكم مباراة منتخب الكويت لكرة القدم ومنتخب العراق لكرة القدم في 8 ابريل 1976، وقد أدار مباراة منتخب الكويت لكرة القدم ومنتخب السعودية لكرة القدم في 11 ابريل 1976.